# Fade (Lewis Capaldi)
Fade è un singolo del cantautore scozzese Lewis Capaldi, pubblicato nel 2017 ed estratto dal suo EP Bloom e dal suo primo album in studio Divinely Uninspired to a Hellish Extent.

## Tracce
- Download digitale

1. Fade – 4:20

## Classifiche
| Classifica (2018) | Posizione raggiunta |
| ----------------- | ------------------- |
| Scozia            | 33                  |